# Jamie Ward
Jamie Ward (Birmingham, Inglaterra, Reino Unido, 12 de mayo de 1986) es un futbolista británico que juega como delantero en el Precision F. C. de Emiratos Árabes Unidos.

## Biografía
Jamie Ward desde pequeño mostró gran rendimiento en divisiones inferiores y con su selección, se destacó gracias a su exquisito golpe de balón y gran técnica, sobre todo en la sub-21, donde marcó en 9 ocasiones. Pero sin duda lo que más asombra es su trayectoria, ya que a muy corta edad fue a probar suerte a Inglaterra, y desde ese entonces ha pasado ya por varios clubes importantes, lo cual originó su llamado a integrar el equipo mayor de la selección de su país. Ha sido llamado el mesías del fútbol norirlandés, pues hace tiempo no salía un delantero con esas características, y gracias a la falta de delanteros de peso en la selección, ha tenido que pasar directamente al equipo mayor.

## Trayectoria
Su trayectoria dio comienzo en 2004, en el Aston Villa, donde a sus jóvenes 17 años entrenó con la escuadra titular de aquel equipo, sin poder debutar, es así como en marzo del 2006 fue cedido al club de segunda división inglesa Stockport County, donde debuta oficialmente, en la victoria por 3-1 sobre Shrewsbury Town, esa temporada jugó un total de 9 partidos, anotando 1 gol. 

### Chesterfield FC
En enero del 2007, el Chesterfield FC también de la segunda división de Inglaterra, contrata los servicio de Ward por 3 temporadas. Durante el tiempo en el club, Ward obtuvo muchos minutos en cancha y la confianza del técnico, el cual lo espero hasta que Jamie tomó un nivel regular de competencia. Jugó como titular en 77 ocasiones anotando un total de 34 goles. Sin embargo la renuncia de parte del directorio, junto con el técnico, lo hicieron abandonar la institución en busca de nuevos rumbos. El rechazó su contrato con Chesterfield el 2008, porque su contrato expiraba el fin de temporada, sin duda que después de tan buena temporada estaba en condiciones de optar a un mejor club. En enero de 2009, El campeón de la segunda división Barnsley hizo una oferta por Ward de £400,000 la cual fue aceptada. sin embargo finalmente el trato se disolvió por parte de Barnsley, por algunos términos contractuales que el delantero exigió, los cuales iban en contradicción con los intereses del club según los dirigentes.

### Sheffield United
Después de 2 grandes temporadas con el Chesterfield FC, donde fue uno de los máximos anotadores del equipo, tuvo finalmente su oportunidad en la Premier League jugando para el Sheffield United. Jugó 29 partidos, marcando 11 goles. Su primer gol por esta camiseta lo convirtió en su segundo partido, el cual fue contra Southampton el 3 de febrero de 2009, aquel partido lo ganarían finalmente 2 a 1, actualmente sigue en el mismo club, deleitando con su talento y gran técnica.

## Selección nacional
Ha sido internacional con la selección de fútbol de Irlanda del Norte, ha jugado 35 partidos internacionales.

## Clubes
| Club                             | País                   | Año       |
| -------------------------------- | ---------------------- | --------- |
| Aston Villa F. C.                | Inglaterra             | 2005-2006 |
| Stockport County F. C. (cedido)  | Inglaterra             | 2006      |
| Torquay United F. C.             | Inglaterra             | 2006-2007 |
| Chesterfield F. C.               | Inglaterra             | 2007-2009 |
| Sheffield United F. C.           | Inglaterra             | 2009-2011 |
| Derby County F. C.               | Inglaterra             | 2011-2015 |
| Nottingham Forest F. C.          | Inglaterra             | 2015-2019 |
| Burton Albion F. C. (cedido)     | Inglaterra             | 2016-2017 |
| Cardiff City F. C. (cedido)      | Gales                  | 2018      |
| Charlton Athletic F. C. (cedido) | Inglaterra             | 2018      |
| Scunthorpe United F. C.          | Inglaterra             | 2019-2020 |
| Solihull Moors F. C.             | Inglaterra             | 2020-2021 |
| Buxton F. C.                     | Inglaterra             | 2021-2022 |
| Ilkeston Town F. C.              | Inglaterra             | 2022-2023 |
| Nuneaton Borough F. C.           | Inglaterra             | 2023      |
| Precision F. C.                  | Emiratos Árabes Unidos | 2024-     |